# Præsident i Jugoslavien
Jugoslaviens præsident, alternativt Republikkens præsident, var statsoverhoved i SFR Jugoslavien fra 14. januar 1953 til 4. maj 1980.  Josip Broz Tito var den eneste person til at besidde embedet. Han var samtidig formand for Jugoslaviens kommunistiske liga. I midten af halvfjerdserne blev Tito erklæret præsident på livstid, og efter hans død i 1980 blev embedet afviklet, og i stedet blev titlen formand for forbundsforsamlingens præsidium genoprettet.

## Liste over præsidenter af SFR Jugoslavien
| Nr. | Portræt         | Navn (Født–død)             | Embedsstart     | Embedsslut  | Politisk parti                  |
| --- | --------------- | --------------------------- | --------------- | ----------- | ------------------------------- |
| 1   | Josip Broz Tito | Josip Broz Tito (1892–1980) | 14. januar 1953 | 4. maj 1980 | Jugoslaviens kommunistiske liga |